# Luigi Dallapiccola
Luigi Dallapiccola (n. 3 februarie 1904, Pazin, Istria, Croația – d. 19 februarie 1975, Florența, Italia) a fost unul din cei mai cunoscuți compozitori italieni din secolul XX.

## Opere

### Muzică corală
- Due liriche del Kalewala (1930)
- La canzone del Quarnaro (1930)
- Estate (1932)
- Sei cori di Michelangelo Buonarroti il giovane (1933-1936)
- Canti di prigionia (1938-1941)
- Canti di liberazione (1951-1955)
- Requiescant, text de  Oscar Wilde, James Joyce (1957-1958)
- Tempus destruendi - Tempus aedificandi (1970-1971)

### Muzică vocală de cameră
- Fiuri de tapo, text de Biagio Marin (1925)
- Caligo, text de Biagio Marin (1926
- Divertimento in quattro esercizi (1934)
- Tre laudi (1936-1937)
- Cinque frammenti di Saffo (1942)
- Sex carmina Alcaei (1943)
- Due liriche di Anacreonte (1945)
- Rencesvals: Trois Fragments de la Chanson de Roland
- Quattro liriche di Antonio Machado (1948)
- Tre poemi, text de James Joyce, Michelangelo Buonarroti, Manuel Machado (1949)
- Goethe Lieder (1953)
- Cinque canti (1956)
- Preghiere text de Murilo Mendes (1962)
- Parole di San Paolo (1964)
- Sicut Umbra... text de Juan Ramón Jiménez (1970)
- Commiato text de Brunetto Latini (1972)

### Muzică instrumentală
- Musica per tre pianoforti (Inni) (1935)
- Piccolo concerto per Muriel Couvreux (1939-1941)
- Tre episodi dal balletto "Marsia" (1942-1943)
- Sonatina canonica (1942-1943)
- Ciaccona, intermezzo e adagio (1945)
- Due studi (1947)
- Quaderno musicale di Annalibera (1952)
- Tartiniana seconda (1956)
- Dialoghi (1959-1960)
- Piccola musica notturna (1961)

### Muzică orchestrală (cu sau fără soliști)
- Dalla mia terra (1928)
- Partita (1930-1932)
- Tre studi (1932)
- Rapsodia (1932-1933)
- Due pezzi (1946-1947)
- Tartiniana (1951)
- Piccola musica notturna (1954)
- Variazioni  (1954)
- An Mathilde, text de Heinrich Heine (1955)
- Tartiniana seconda
- Concerto per la notte di Natale dell'anno 1956, text de Jacopone da Todi (1956-1957)
- Three questions with two answers (1962)

### Piese de teatru și spectacole de balet
- Volo di notte, opera de Antoine de Saint-Exupéry) (1940)
- Marsia, balet (1943)
- Il prigioniero, operă (libret) (1944-1948)
- Job (1950)
- „Ulisse”, 1968, operă (libret) după compusă dupa lucrarea lui HomerOdiseea

1. 1 2  Luigi Dallapiccola, Gran Enciclopèdia Catalana
2. 1 2  Luigi Dallapiccola, Istrapedia
3. 1 2 3  Autoritatea BnF, accesat în 10 octombrie 2015
4. 1 2  Luigi Dallapiccola, Munzinger Personen, accesat în 9 octombrie 2017
5. 1 2  Luigi Dallapiccola, Musicalics
6. 1 2  Archivio Storico Ricordi, accesat în 3 decembrie 2020
7. ↑  „Luigi Dallapiccola”, Gemeinsame Normdatei, accesat în 10 decembrie 2014
8. ↑  „Luigi Dallapiccola”, Gemeinsame Normdatei, accesat în 30 decembrie 2014
9. ↑  CONOR.SI[*] Verificați valoarea |titlelink= (ajutor)